# Vũ Văn Ninh
Vũ Văn Ninh (sinh năm 1955) là một chính khách Việt Nam. Ông nguyên là Ủy viên Ban Chấp hành Trung ương Đảng Cộng sản Việt Nam khóa X, XI, Ủy viên Ban cán sự đảng Chính phủ, nguyên Phó Thủ tướng Chính phủ Việt Nam nhiệm kỳ 2011- 2016, nguyên Bộ trưởng Bộ tài Chính Việt Nam nhiệm kỳ 2006-2011

## Thân thế và giáo dục
Vũ Văn Ninh sinh ngày 23 tháng 2 năm 1955, quê quán tại xã Nam Dương, huyện Nam Trực, tỉnh Nam Định.
Ông có bằng Cao học Tài chính ngân sách, Quản trị kinh doanh và bằng Lý luận chính trị cao cấp.

## Sự nghiệp
Sau khi tốt nghiệp Đại học Tài chính và Kế toán (nay là Học viện Tài chính), từ tháng 11 năm 1977 đến tháng 8 năm 1982, ông được phân công công tác tại Bộ Tài chính, giữ vai trò cán bộ nghiệp vụ, lần lượt qua các đơn vị Vụ Ngoại tệ và Quản lý ngoại thương (nay là Cục Quản lý nợ và Tài chính đối ngoại), Vụ Cân đối tài chính (nay là Vụ Tài chính các ngân hàng và tổ chức tài chính), Vụ quản lý ngân sách địa phương rồi Vụ Ngân sách Nhà nước.
Tháng 8 năm 1982, ông được thăng làm bậc Phó phòng, công tác tại Vụ Quản lý ngân sách địa phương, Bộ Tài chính. Từ tháng 11 năm 1986, chuyển sang Vụ Quản lý ngân sách nhà nước, Bộ Tài chính. Tháng 5 năm 1987, ông là Phó phòng Thư ký tổng hợp, Văn phòng Bộ Tài chính.
Ông được kết nạp Đảng Cộng sản Việt Nam ngày 27 tháng 1 năm 1987, chính thức ngày 27 tháng 1 năm 1988.
Từ tháng 7 năm 1988 đến tháng 9 năm 1990, ông là Trưởng phòng Thư ký, Văn phòng Bộ Tài chính.
Từ tháng 9 năm 1990 đến tháng 11 năm 1999, ông là Phó Vụ trưởng, Quyền Vụ trưởng rồi Vụ trưởng Vụ Ngân sách nhà nước, Bộ Tài chính.
Từ tháng 11 năm 1999 đến tháng 3 năm 2003, ông là Thứ trưởng rồi Thứ trưởng Thường trực Bộ Tài chính. Ủy viên Ban Cán sự đảng, sau là Phó Bí thư Ban Cán sự Đảng Bộ Tài chính. Vào thời điểm đó, ông là một trong những thứ trưởng trẻ tuổi nhất ở Việt Nam.
Từ tháng 3 năm 2003 đến tháng 1 năm 2006, ông được luân chuyển công tác là Ủy viên Ban Thường vụ Thành ủy, Phó Chủ tịch rồi Phó Chủ tịch Thường trực ủy ban nhân dân thành phố Hà Nội, Đại biểu HĐND Thành phố. Trong Đại hội Đảng bộ Thành phố Hà Nội khóa XIV, nhiệm kì 2005–2010 diễn ra vào cuối tháng 12 năm 2005, ông cùng Phó Bí thư Thành ủy Hoàng Văn Nghiên và các Phó Chủ tịch của ủy ban nhân dân Hà Nội là Lê Quý Đôn, Đỗ Hoàng Ân, Nguyễn Thế Quang đều không có tên trong danh sách đề cử để được bầu vào Ban chấp hành Đảng bộ. Tuy vậy, ông vẫn có tên trong danh sách đoàn đại biểu Đảng bộ Thành phố đi dự Đại hội Đảng toàn quốc lần thứ X (theo đúng điều lệ Đảng, người được tham dự các đoàn đại biểu đi dự Đại hội Đảng toàn quốc không nhất thiết phải là thành viên trong Ban chấp hành đơn vị hành chính đó).
Tháng 1 năm 2006, ông được điều trở lại làm Thứ trưởng Bộ Tài chính, Ủy viên Ban Cán sự đảng. Ông ít xuất hiện trong những tuyên bố công khai liên can tới việc điều chỉnh thuế nhập khẩu đối với dòng ô-tô cũ, một sự kiện gây ra nhiều chú ý của dư luận đối với ban lãnh đạo Bộ Tài chính.
Tại Đại hội đại biểu toàn quốc lần thứ X của Đảng tháng 4 năm 2006 được bầu vào Ban Chấp hành Trung ương Đảng, giữ chức Bí thư Ban Cán sự đảng.
Ngày 28 tháng 6 năm 2006, ông chính thức được Quốc hội nước Cộng hòa Xã hội Chủ nghĩa Việt Nam phê chuẩn giữ chức vụ Bộ trưởng Tài chính
Ông cũng đồng thời giữ các chức vụ Chủ tịch Hội đồng quản lý Bảo hiểm xã hội Việt Nam; Chủ tịch Hội đồng quản trị (nay là Hội đồng thành viên) Tổng Công ty Đầu tư và Kinh doanh vốn Nhà nước; Đại biểu Quốc hội khóa XII.
Tại Đại hội Đại biểu toàn quốc lần thứ XI của Đảng được bầu vào Ban Chấp hành Trung ương Đảng. Đại biểu Quốc hội khóa XIII.
Ngày 3 tháng 8 năm 2011, tại Kỳ họp thứ nhất Quốc hội Khóa XIII, được Quốc hội phê chuẩn làm Phó Thủ tướng Chính phủ.
Ngày 13 tháng 6 năm 2012, Thủ tướng phê chuẩn ông làm Trưởng ban Chỉ đạo Trung ương về giảm nghèo bền vững (nhiệm kỳ 2011 - 2020).
Ngày 8 tháng 4 năm 2016, ông được Quốc hội khóa XIII miễn nhiệm chức vụ Phó Thủ tướng Chính phủ.
Ngày 9 tháng 4 năm 2016, ông nghỉ hưu.

## Khen thưởng
- Huân chương Độc lập hạng nhất (2017.06.20) [3]

## Kỷ luật
Trong nhiệm kì Phó Thủ tướng (2011-2016), ngày 4 tháng 2 năm 2013, Vũ Văn Ninh kí thay Thủ tướng Nguyễn Tấn Dũng quyết định tái cơ cấu Tổng công ty Hàng hải Việt Nam giai đoạn 2012-2015, theo đó Tổng công ty này giữ 75% vốn điều lệ của Công ty Trách nhiệm hữu hạn một thành viên cảng Quy Nhơn. Ngày 8 tháng 9 năm 2014, Vũ Văn Ninh kí tiếp công văn cho phép bán hết vốn nhà nước tại Công ty cổ phần cảng Quy Nhơn. Cho đến ngày 8 tháng 9 năm 2015, 86,23% vốn điều lệ của Công ty Trách nhiệm hữu hạn một thành viên cảng Quy Nhơn đã do Công ty cổ phần đầu tư và khoáng sản Hợp Thành, một công ty tư nhân ở Hà Nội nắm giữ. Thanh tra Chính phủ cho rằng quý trình cổ phần hóa cảng Quy Nhơn có sai phạm và yêu cầu thu hồi vốn nhà nước. Tại kì họp thứ 35 của Ủy ban Kiểm tra Trung ương Đảng Cộng sản Việt Nam tại Hà Nội từ ngày 24 đến 26 tháng 4 năm 2019 do Trần Cẩm Tú chủ trì, Ủy ban này đã kết luận Vũ Văn Ninh "có vi phạm, khuyết điểm trong việc quyết định chủ trương thực hiện cổ phần hóa, thoái vốn nhà nước tại một số doanh nghiệp thuộc Bộ Giao thông vận tải".
Ngày 19/7/2019, tại Hà Nội, dưới sự chủ trì của Tổng Bí thư, Chủ tịch nước Nguyễn Phú Trọng, Bộ Chính trị họp xem xét, thi hành kỷ luật đối với ông Vũ Văn Ninh, nguyên Ủy viên Trung ương Đảng, nguyên Ủy viên Ban cán sự đảng Chính phủ, nguyên Phó Thủ tướng Chính phủ. Căn cứ Quy định số 102-QĐ/TW, ngày 15/12/2017 của Bộ Chính trị về xử lý kỷ luật đảng viên vi phạm, xét nội dung, tính chất, mức độ, hậu quả vi phạm và quá trình công tác, cống hiến, đóng góp của ông đối với Đảng, Nhà nước, Bộ Chính trị quyết định thi hành kỷ luật ông Vũ Văn Ninh bằng hình thức cảnh cáo.
Ngày 1 tháng 11 năm 2019, Tại Quyết định 1506/QĐ-TTg, Thủ tướng Chính phủ quyết định thi hành kỷ luật bằng hình thức Cảnh cáo đối với ông Vũ Văn Ninh, nguyên Phó Thủ tướng Chính phủ nhiệm kỳ 2011 - 2016, do có vi phạm, khuyết điểm nghiêm trọng trong công tác; Bộ Chính trị đã thi hành kỷ luật về Đảng.